# Volker Rieble
Volker Rieble (* 11. Dezember 1961 in Karlsruhe) ist ein deutscher Jurist. Er ist seit 2004 Inhaber des Lehrstuhls für Arbeitsrecht und Bürgerliches Recht an der Ludwig-Maximilians-Universität München in der Abteilung Deutsches Arbeitsrecht und Beschäftigung. Darüber hinaus war er geschäftsführender Direktor des durch eine Stiftung verschiedener Arbeitgeberverbände finanzierten Zentrums für Arbeitsbeziehungen und Arbeitsrecht (ZAAR), eines An-Instituts der LMU München.

## Leben
Nach dem Studium der Rechtswissenschaft und Volkswirtschaftslehre an der Albert-Ludwigs-Universität Freiburg wurde er 1989 promoviert und habilitierte sich 1996. Von 1998 bis Anfang 2004 war er Inhaber des Lehrstuhls für Bürgerliches Recht, Arbeitsrecht, Handels- und Wirtschaftsrecht an der Universität Mannheim. Anschließend wechselte er nach München an das von ihm mit begründete ZAAR, welches von Arbeitgeberverbänden mittels der dafür gegründeten Stiftung für Arbeitsbeziehungen und Arbeitsrecht (StAR) getragen wird.
In der Öffentlichkeit erstmals bekannt wurde er durch seinen polemischen Aufsatz in der NJW zum Fall Emmely 2009, der durch seine personenbezogene Wortwahl („Frau Emme ist eine notorische Lügnerin“ „ihr fragwürdiger Rechtsanwalt“) auffiel. 2010 fand er den Antrag der Bundesbank, das Vorstandsmitglied Thilo Sarrazin zu entlassen, ungerechtfertigt. 2011 erhob er Plagiatsvorwürfe gegen den niedersächsischen Kultusminister Bernd Althusmann (CDU), die aber nicht verifiziert werden konnten. Volker Rieble schlichtete im Tarifstreit am 9. August 2011 erfolgreich zwischen der Deutschen Flugsicherung und der Gewerkschaft der Flugsicherung. In die Kritik geriet er zudem für einen Aufsatz aus demselben Jahr, in dem er unter anderem explizit das „übliche Getratsche von Frauen am Arbeitsplatz“ zitiert und die Arbeitnehmerin „rachsüchtige Haupttäterin“ nennt. In einem Beitrag für die Frankfurter Allgemeine Sonntagszeitung 2012 sah er islamische Friedensrichter in Deutschland als zusätzliche Stabilisatoren der Rechtsordnung an. Der Nachdruck seines Buchs Das Wissenschaftsplagiat – Vom Versagen eines Systems wurde im Juni 2010 wegen falscher Anschuldigungen gegen seinen Münchener Fakultätskollegen Stephan Lorenz und den Richter des Bundesverfassungsgerichts Reinhard Gaier vom Landgericht Hamburg untersagt, während die bereits gebundene Auflage weiter verkauft werden darf. Im Juni 2023 geriet Rieble wegen einer geplanten Lehrveranstaltung mit dem Titel „Liebschaften am Arbeitsplatz“ in die Kritik, in der unter anderem Rechtsprobleme rund um den „Aufstiegsbeischlaf“ besprochen werden sollten. In Reaktion auf Proteste der Studierendenschaft distanzierte sich auch das Professorium der Juristischen Fakultät der LMU München von Rieble. Die Formulierungen in der Seminarankündigung seien teilweise diskriminierend, unangemessen und abstoßend.
Rieble war in zweiter Ehe mit der 2021 verstorbenen Dagmar Kaiser verheiratet und hat aus beiden Ehen insgesamt vier Kinder. Er ist Mitglied des Corps Rhenania Freiburg.

## Veröffentlichungen
- Die Kontrolle des Ermessens der betriebsverfassungsrechtlichen Einigungsstelle: entwickelt aus einem Vergleich der Kontrolle behördlichen, gerichtlichen und privaten Ermessens. Heidelberg (Verlag Recht und Wirtschaft) 1990 (Abhandlungen zum Arbeits- und Wirtschaftsrecht), Band 59. Zugleich Dissertation Universität Freiburg 1989, ISBN 3-8005-6889-6.
- Arbeitsmarkt und Wettbewerb: der Schutz von Vertrags- und Wettbewerbsfreiheit im Arbeitsrecht. (Habilitation) Springer, Berlin u. a. 1996, ISBN 3-540-61260-2.
- Das Wissenschaftsplagiat – Vom Versagen eines Systems. Verlag Vittorio Klostermann, Frankfurt/Main 2010, ISBN 978-3-465-04101-6 (der Vertrieb des Buches wurde vom Landgericht Hamburg verboten).